# Orsolobus chelifer
Orsolobus chelifer är en spindelart som beskrevs av Albert Tullgren 1902. Orsolobus chelifer ingår i släktet Orsolobus och familjen Orsolobidae. Inga underarter finns listade i Catalogue of Life.